# Wandula von Schaumberg

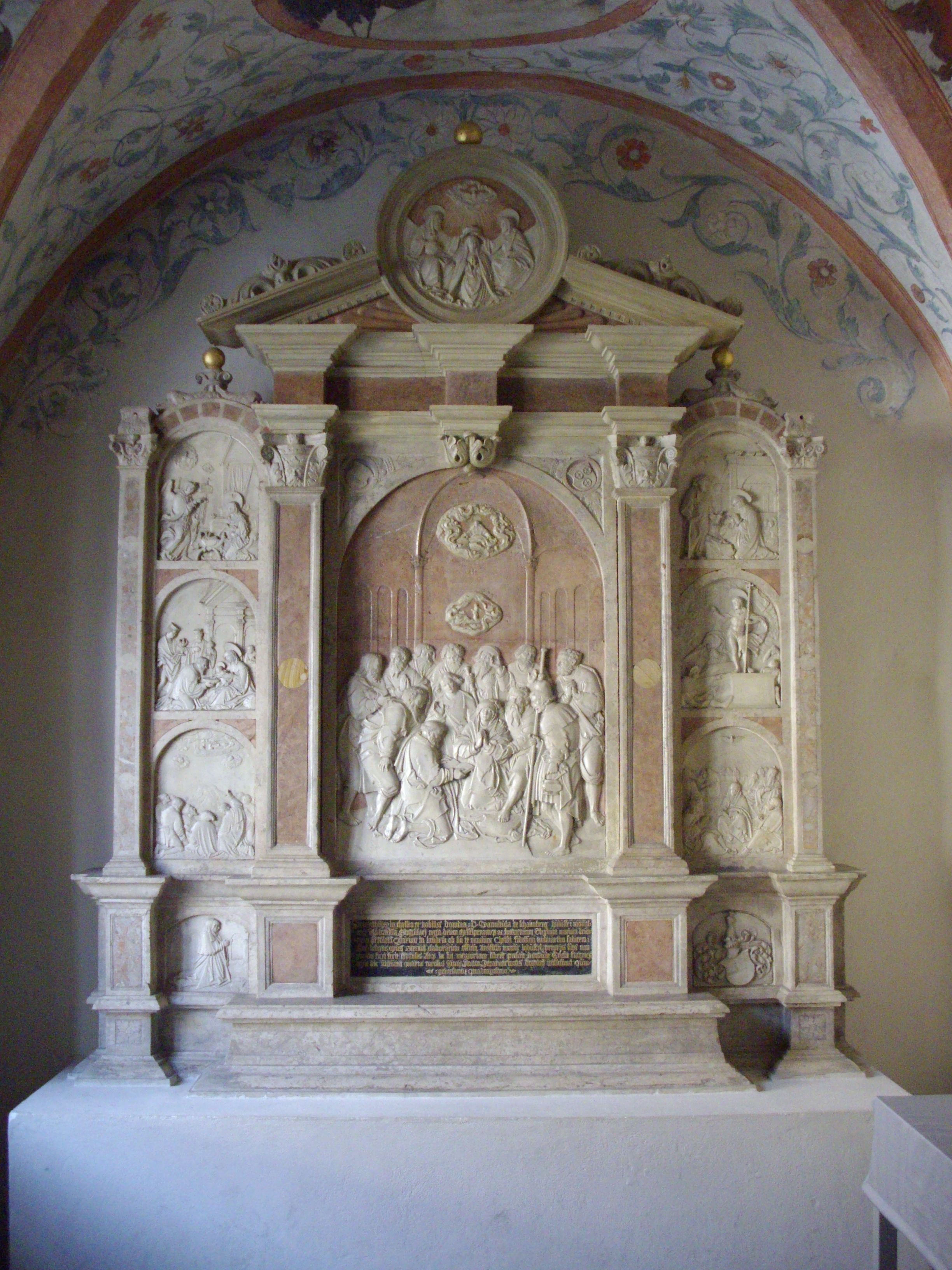
Marienaltar der Äbtissin Wandula von Schaumberg

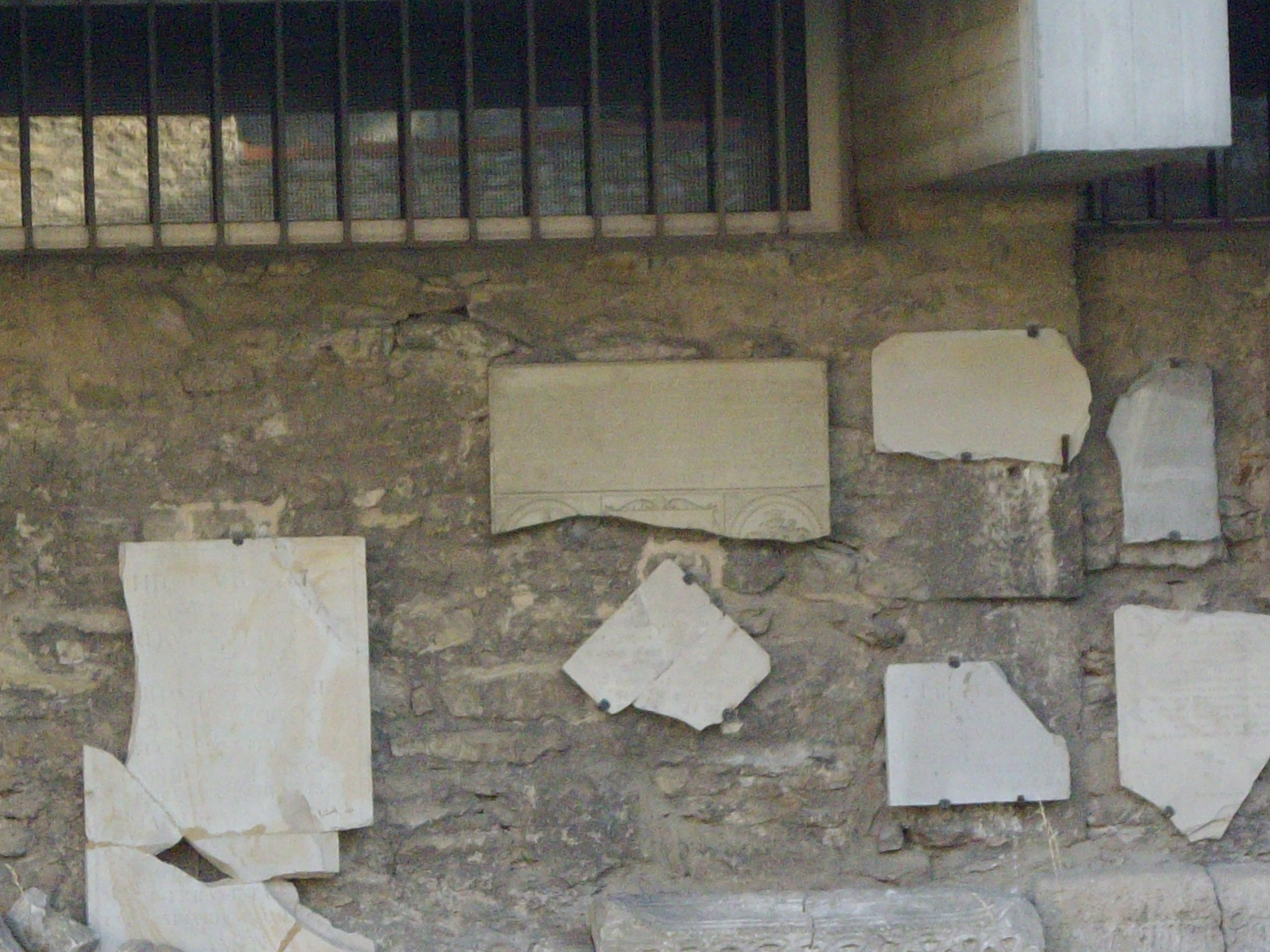
Epitaphienwand Obermünster

Wandula von Schaumberg (* Anfang 1482; † 19. November 1545 in Regensburg) war von 1536 bis zu ihrem Tod Fürstäbtissin im reichsunmittelbaren Kanonissenstift Obermünster in Regensburg.

## Leben
Wandula von Schaumberg wurde als Tochter des Ritters Adam von Schaumberg (1471–1524) und seiner Frau Ursula von Steinau-Steinrück geboren. Sie hatte fünf Geschwister mit Namen Hans, Georg, Amalie, Anna und Margarethe. Ihr Bruder Georg ist in Regensburg bei den Dominikanern begraben, nachdem er 1504 bei Wenzenbach in einer Schlacht gefallen ist. Sie stammt aus dem „Knoch“ genannten Stamm zu Lauterburg-Schaumberg-Effelter-Unterleiterbach-Schney, einem der Hauptfamilienstämme mit Sitz im Kerngebiet.
Am 2. Dezember 1533 wurde sie als Nachfolgerin der ehrenwerten Katharina von Redwitz zur Fürstäbtissin des reichsunmittelbaren Kanonissenstifts Obermünster in Regensburg gewählt. Sofort nach ihrer Amtsübernahme ließ sie, wie bereits ihre Vorgängerinnen, die klösterlichen Besitztümer vertraglich absichern. In ihre Amtszeit fallen die Reichstage zu Speyer 1542 und 1544, Nürnberg 1542 und 1543 sowie Worms 1545, auf welchen das reichsunmittelbare Damenstift seit seiner endgültigen Umwandlung zum adligen Stift 1484 mit Sitz und Stimme vertreten war. Die Interessen der reichsunmittelbaren Stifte Ober- und Niedermünster wurden in dieser Zeit durch Barbara von Aham, Amandus Wolff und Christoff Schwabach vertreten.
Am 19. November 1545 verstarb sie schließlich nach zwölfjähriger Amtszeit im Alter von 64 Jahren. Als Nachfolgerin wurde Barbara von Sandizell bestimmt.
Zur Erinnerung an sie existierte am ersten der nördlichen Pfeilerreihe der Obermünsterkirche eine Epistelinschrift (heute nur noch fragmentarisch erhalten und an der Südwand der Stiftskirchenruine angebracht), welche da lautete:
„D(EO) O(PTIMO) M(AXIMO) Hospes lege Sita est hic VANDULA à SCHAUNBERG, quae huius Collegii Antistes, vitae sanctimonia Christianae pietatis singulare omnibus suis praeluxit exemplum, laboriosa cura, vigilanti industria et frugali parsimonia id una o(m)niu(m) in hanc diem effecit, ut exuber(antes) Eleemosinas pauperibus erogaret, et hoc Collegium magnificio cultu ita instauravit, ut e lateritio marmoreu(m) relinqueret, bonis qua(m) plurimis locupletaret. Vide, que res fit opib(us) ut viatico ad virtutem uti. Abi, bene precare Vale. Antistiti optime meritae familia moetiss(ima) posuit Vixit annos lxiiii Menses x dies xix praefuit annos xii Obiit Anno Salutis nostre MDXLV.
Gott, dem Allgütigen, Allmächtigen. Fremdling, lies! Begraben ist hier WANDULA von SCHAUMBERG, die als Äbtissin dieses Stifts durch ein heiligmäßiges Leben als einzigartiges Beispiel christlicher Frömmigkeit den Ihrigen allen voranleuchtete und es durch mühevolle Sorge, unermüdlichen Fleiß und strenge Sparsamkeit als eizige von allen bis auf diesen Tag, zuwege brachte, überreiche Almosen an die Armen auszuteilen und dabei dieses Stift mit großer Pracht ergesatlt zu erneuern, daß sie es aus einem Ziegel- in einen Marmorbau verwandelt hinterließ und es noch dazu mit gar vielen Gütern bereicherte. Siehe, was es heißt, das Vermögen als Wegzehrung zur Tugend zu gebrauchen! Geh weiter! Bete! Leb wohl! Seiner hochverdientenÄbtissin hat der trauernde Konvent dieses Denkmal setzen lassen. Sie lebte 64 Jahre, 10 Monate und 19 Tage, sie regierte 12 jahre. Sie starb im Jahr unseres Heils 1545.“

## Stiftungen
Die kunstsinnige Äbtissin verstand es, sich an die bedeutendsten Künstler ihrer Zeit zu wenden. Der von ihr gestiftete Marienaltar in der bischöflichen Hauskapelle des Regensburger Domschatzmuseums wurde 1534, also kurz nach ihrer Amtsübernahme, in Auftrag gegeben und 1540 geweiht. Er stellt ein herausragendes Beispiel der süddeutschen Plastik der Frührenaissance dar und befand sich bis zur Zerstörung der Stiftskirche aufgrund einer versehentliche Bombardierung 1945 im nördlichen Seitenschiff der dreischiffigen Basilika. Der kleinformatige Altar aus weißem Marmor mit Rotmarmorintarsien und Reliefs aus Solnhofener Kalkstein mit Darstellungen aus den „Sieben Freuden Mariae“ ist eine Arbeit aus dem Umkreis des Augsburger Bildhauers Viktor Kayser, einem Zeitgenossen Loy Herings. Die Entwürfe zu den Reliefs stammen aller Wahrscheinlichkeit nach von Albrecht Altdorfer.
Des Weiteren wurde der Brunnen im Hof des heutigen Diözesanzentrums von ihr 1545 gestiftet. Der ausführende Bildhauer war der zu dieser Zeit in Regensburg tätige Leonhard Sinniger.
Ein erhaltener Briefwechsel im Hauptstaatsarchiv München mit dem Nürnberger Goldschmied Wenzel Jamnitzer zeugt von ihren Plänen, einen Johanneskelch schaffen zu lassen, die leider nicht in die Tat umgesetzt wurden.